# Pasiphaeidae
Pasiphaeidae is een familie van kreeftachtigen uit de klasse van de Malacostraca (hogere kreeftachtigen).

## Geslachten
- Alainopasiphaea Hayashi, 1999
- Eupasiphae Wood-Mason in Wood-Mason & Alcock, 1893
- Glyphus Filhol, 1884
- Leptochela Stimpson, 1860
- Parapasiphae Smith, 1884
- Pasiphaea Savigny, 1816
- Phye Alcock, 1893
- Psathyrocaris Wood-Mason in Wood-Mason & Alcock, 1893